# Bersenbrück
Bersenbrück er en kommune med knap 8.000 indbyggere (2013) der administrationsby i Samtgemeinde Bersenbrück, i den nordlige del af Landkreis Osnabrück, i den tyske delstat Niedersachsen.

## Geografi
Bersenbrück ligger mellem Ankumer Höhe og Dammer Berge ved floden Hase.

### Inddeling
Ahausen-Sitter, Bokel, Hastrup, Hertmann-Lohbeck, Priggenhagen, Talge og Woltrup-Wehbergen.

### Nabokommuner
Bersenbrück grænser mod nord Badbergen, mod nordøst til Gehrde, mod sydøst Rieste, mod syd til Alfhausen, mod vest til Ankum, og mod nordvest til Nortrup.